# Hörður Björgvin Magnússon
Pour les articles homonymes, voir Magnusson.
Hörður Björgvin Magnússon, né le 11 février 1993 à Reykjavik en Islande, est un footballeur international islandais qui évolue au poste de défenseur central.

## En club

### Parcours junior
Hörður Björgvin Magnússon naît à Reykjavik en 1993, et commence sa carrière de footballeur dans l'un des clubs les plus anciens et titrés d'Islande, le Fram Reykjavik. Il évolue dans les équipes de jeunes du club de la capitale, et dispute même ses trois premiers matchs professionnels de première division dès 2009.
Après trois nouveau matchs lors de la saison 2010, il est recruté au début de 2011 par la Juventus, intégrant l'équipe de jeune du club turinois en juillet. Hörður prend donc part au championnat de jeunes italien en 2011/2012 et 2012/2013. Surtout, il remporte avec les jeunes piémontais le Tournoi de Viareggio 2012, après une victoire 2-1 sur la Roma en finale.
Il est titulaire lors de deux des trois matchs de poule . Au total, il passera deux saisons avec la Primavera de la Vieille Dame, avant d'être promu en équipe première lors de la pré-saison 2013/2014.

### Parcours professionnel
Son passage vers l'équipe première acté, il est prêté en Serie B au club de Spezia, qui acquiert la moitié de ses droits à la suite d'un accord de copropriété. Il dispute donc ses premiers matchs professionnels en Italie avec le club basé à La Spezia, qui termine à la 8e place, synonyme d'accession au plays-offs. Les liguriens sont cependant stoppés dès le premier tour desdits playoffs, et restent donc en seconde division. Le jeune islandais dispute vingt matchs au total en cette saison 2013/2014.
De retour chez les Bianconeros à l'été, il est de nouveau prêté, cette fois-ci en Serie A à Cesena, après que la Juventus a racheté sa part à La Spezia.
Titulaire avec l'Islande pour la Coupe du monde 2018, Hörður Magnússon s'engage avec le CSKA Moscou à partir de la saison 2018-2019.

## En sélection
S'il quitte le pays relativement tôt, Hörður Magnússon n'en reste pas moins un élément important des équipes de jeunes. Il est en effet capitaine et pilier de l'Islande U19, avant d'être un élément tout aussi important pour l'Islande espoirs.
Il participe aux campagnes de qualifications à l'Euro Espoirs 2013 et l'Euro Espoirs 2015. L'Islande manque de peu de se qualifier pour ce dernier, étant éliminée en barrages par le Danemark.
En novembre 2014, il est sélectionné pour la première fois avec l'Islande pour des matchs face à la Belgique et la République tchèque. Il est titulaire sur le flanc gauche lors de la rencontre face aux diables rouges, honorant sa première cape. Magnusson est par la suite sélectionné par l'entraîneur Lars Lagerback pour faire partie des 23 joueurs participant à l'Euro 2016. Lors du tournoi en France, il participe à la compétition avec son équipe nationale, l'aventure s'arrête en quart de finale lorsque l'Islande perd contre l'équipe de France (2-5). Lors de la Coupe du monde 2018 en Russie, il participe à la compétition avec l'Islande qui sera éliminée lors de la phase de poule et termine dernière de son groupe.
Il marque son premier but en équipe nationale le 11 juin 2017 lors d'un match contre la Croatie, comptant pour la qualification pour la Coupe du monde de football de 2018, en reprenant de la tête un corner tiré par Gylfi Sigurðsson, qui sera le seul but du match.

## Statistiques
| Saison                | Club                  | Championnat           | Championnat | Championnat | Coupe(s) nationale(s) | Coupe(s) nationale(s) | Compétition(s) continentale(s) | Compétition(s) continentale(s) | Compétition(s) continentale(s) | Total | Total |
| Saison                | Club                  | Division              | M.          | B.          | M.                    | B.                    | Comp.                          | M.                             | B.                             | M.    | B.    |
| 2009                  | Fram Reykjavik        | D1                    | 3           | 0           | 2                     | 1                     | -                              | -                              | -                              | 5     | 1     |
| 2010                  | Fram Reykjavik        | D1                    | 3           | 0           | 1                     | 0                     | -                              | -                              | -                              | 4     | 0     |
| Sous-total            | Sous-total            | Sous-total            | 6           | 0           | 3                     | 1                     | -                              | -                              | -                              | 9     | 1     |
| 2013-2014             | Spezia Calcio (prêt)  | D2                    | 20          | 0           | 1                     | 0                     | -                              | -                              | -                              | 21    | 0     |
| Sous-total            | Sous-total            | Sous-total            | 20          | 0           | 1                     | 0                     | -                              | -                              | -                              | 21    | 0     |
| 2014-2015             | Cesena (prêt)         | D1                    | 12          | 0           | -                     | -                     | -                              | -                              | -                              | 12    | 0     |
| 2015-2016             | Cesena (prêt)         | D2                    | 27          | 1           | 1                     | 0                     | -                              | -                              | -                              | 28    | 1     |
| Sous-total            | Sous-total            | Sous-total            | 39          | 1           | 1                     | 0                     | -                              | -                              | -                              | 40    | 1     |
| 2016-2017             | Bristol City          | D2                    | 28          | 1           | 1                     | 0                     | -                              | -                              | -                              | 29    | 1     |
| 2017-2018             | Bristol City          | D2                    | 24          | 0           | 8                     | 0                     | -                              | -                              | -                              | 32    | 0     |
| Sous-total            | Sous-total            | Sous-total            | 52          | 1           | 9                     | 0                     | -                              | -                              | -                              | 61    | 1     |
| 2018-2019             | CSKA Moscou           | D1                    | 23          | 2           | 1                     | 0                     | C1                             | 3                              | 0                              | 27    | 2     |
| 2019-2020             | CSKA Moscou           | D1                    | 27          | 2           | 1                     | 0                     | C3                             | 6                              | 0                              | 34    | 2     |
| 2020-2021             | CSKA Moscou           | D1                    | 22          | 1           | 1                     | 0                     | C3                             | 5                              | 0                              | 28    | 1     |
| 2020-2021             | CSKA Moscou           | D1                    | 4           | 0           | -                     | -                     | -                              | -                              | -                              | 4     | 0     |
| Sous-total            | Sous-total            | Sous-total            | 76          | 5           | 3                     | 0                     | -                              | 14                             | 0                              | 93    | 5     |
| 2022-2023             | Panathinaïkós         | Super League          | 24          | 1           | 1                     | 0                     | C4                             | 2                              | 0                              | 27    | 1     |
| Sous-total            | Sous-total            | Sous-total            | 24          | 1           | 1                     | 0                     | -                              | 2                              | 0                              | 27    | 1     |
| Total sur la carrière | Total sur la carrière | Total sur la carrière | 217         | 8           | 18                    | 1                     | -                              | 16                             | 0                              | 251   | 9     |

## Palmarès
CSKA Moscou
- Vainqueur de la Supercoupe de Russie en 2018